# Masters Doubles WCT 1986
Il Masters Doubles WCT 1986 è stato un torneo di tennis giocato sul sintetico indoor. È stata la 14ª edizione del Masters Doubles WCT, che fa parte del Nabisco Grand Prix 1986. Il torneo si è giocato nella Royal Albert Hall di Londra in Gran Bretagna, dal 6 al 12 gennaio 1986.

## Campioni

### Doppio maschile
Heinz Günthardt /  Balázs Taróczy hanno battuto in finale  Paul Annacone /  Christo van Rensburg con il punteggio di 6–4, 1–6, 7–6, 6–7, 6–4